# Bdelloidea Polski
Bdelloidea to grupa aseksualnych wrotków (brak samców). W Polsce stwierdzono 85 gatunków z tej grupy co stanowi niewielką część znanych z Europy.

## Bdelloidea
Rodzina Habrotrochidae
- Scepanotrocha corniculata Bryce, 1910
- Habrotrocha angusticollis (Murray, 1905)
- Habrotrocha annulata (Murray, 1905)
- Habrotrocha aspera (Bryce, 1892)
- Habrotrocha bidens (Gosse, 1851)
- Habrotrocha callosa Wulfert, 1942
- Habrotrocha collaris (Ehrenberg, 1832)
- Habrotrocha constricta (Dujardin, 1841)
- Habrotrocha crenata (Murray, 1905)
- Habrotrocha elegans (Milne, 1886)
- Habrotrocha flava Bryce, 1915
- Habrotrocha insignis Bryce, 1915
- Habrotrocha lata (Bryce, 1892)
- Habrotrocha longicollis Wulfert, 1950
- Habrotrocha microcephala (Murray, 1906)
- Habrotrocha milnei Bryce, 1922
- Habrotrocha praelonga de Koning, 1947
- Habrotrocha pusilla (Bryce, 1893)
- Habrotrocha reclusa (Milne, 1889)
- Habrotrocha roeperi (Milne, 1889)
- Habrotrocha rosa Donner, 1949
- Habrotrocha sylvestris Bryce, 1915
- Habrotrocha thienemanni Hauer, 1924
- Habrotrocha tridens (Milne, 1886)
- Habrotrocha tripus (Murray, 1907)

Rodzina Adinetidae
- Adineta barbata Janson, 1893)
- Adineta gracilis Janson, 1893)
- Adineta vaga (Davis, 1873)
- Bradyscella clauda (Bryce, 1893)

Rodzina Philodinidae Ehrenberg, 1838
- Mniobia circinata (Murray, 1908)
- Mniobia granulosa Bartos, 1940
- Mniobia magna (Plate, 1889)
- Mniobia punctulata Bartos, 1948
- Mniobia russeola (Zelinka 1891)
- Mniobia symbiotica (Zelinka 1886)
- Mniobia tetraodon (Ehrenberg, 1848)
- Rotaria citrina (Ehrenberg, 1868)
- Rotaria elongata (Weber, 1888)
- Rotaria haptica (Gosse, 1886)
- Rotaria macroceros (Gosse, 1851)
- Rotaria macrura (Ehrenberg, 1832)
- Rotaria magnacalcarata (Parsons, 1892)
- Rotaria monteti Berzins, 1955
- Rotaria neptuina (Ehrenberg, 1832)
- Rotaria neptunoida Harring, 1913
- Rotaria quadrioculata (Murray, 1902)
- Rotaria rotatoria (Pallas, 1766)
- Rotaria socialis (Kellicott, 1888)
- Rotaria sordida (Western, 1893)
- Rotaria tardigrada (Ehrenberg, 1832)
- Rotaria tridens (Monet, 1915)
- Rotaria trisecata (Weber, 1888)
- Macrotrachela bilfingeri (Bryce, 1913)
- Macrotrachela concinna (Bryce, 1912)
- Macrotrachela crucicornis (Murray, 1905)
- Macrotrachela decora (Bryce, 1912)
- Macrotrachela ehrenbergi (Janson, 1893)
- Macrotrachela habita (Bryce, 1894)
- Macrotrachela multispinosa Thompson, 1892
- Macrotrachela musculosa Milne, 1886
- Macrotrachela nana (Bryce, 1912)
- Macrotrachela papillosa Thompson, 1892
- Macrotrachela plicata (Bryce, 1892)
- Macrotrachela quadricoronifera Milne, 1886
- Macrotrachela quadricoroniferoides Bryce in de Koning, 1929
- Macrotrachela vesicularis (Murray, 1906)
- Macrotrachela zickendrahti (Richters, 1902)
- Embata hamata (Murray, 1906)
- Embata laticeps (Murray, 1905)
- Embata parasitica (Giglioli, 1863)
- Philodina acuticornis Murray, 1902
- Philodina citrina Ehrenberg, 1832
- Philodina flaviceps Bryce in Murray, 1906
- Philodina lepta Wulfert, 1950
- Philodina megalotrocha Ehrenberg, 1832
- Philodina proterva Milne, 1916
- Philodina roseola Ehrenberg, 1832
- Philodina rugosa Bryce, 1903
- Philodina microps Gosse, 1887
- Dissotrocha aculeata (Ehrenberg, 1832)
- Dissotrocha macrostyla (Ehrenberg, 1838)
- Pleuretra alpium (Ehrenberg, 1853)
- Pleuretra brycei (Weber, 1898)
- Pleuretra humerosa (Murray, 1905)

Rodzina Philodinavidae
- Philodinavus paradoxus (Murray, 1905)